# 郤克
| 姓名           | 郤克（郤氏）                                               |
| 時代           | 春秋時代                                                   |
| 生没年         | 生年不詳 - 紀元前587年                                     |
| 字・別号       | 孟（字）・郤献子（諡号）                                   |
| 本貫・出身地等 | 絳                                                         |
| 職官           | 上軍の佐→上軍の将→次卿・中軍の佐 →正卿・中軍の将〔晋景公〕 |
| 陣営・所属等   | 景公                                                       |
| 家族・一族     | 父：郤缺 子：郤錡                                          |

郤 克（げき こく）は、中国春秋時代の晋の政治家、将軍。

## 邲の戦い
郤缺の死後、その後を継いだ郤克は、本来ならば第六位の下軍の佐として晋卿入りする所だったが、景公の特別の引き立てで、第四位の上軍の佐に抜擢され、上軍の将の士会の補佐を勤める事になった。
この直後の紀元前597年、荘王率いる楚軍が鄭に攻め込んで来た事から、邲の戦いが勃発した。
士会は楚軍の勢いから、撤退を主張したが、中軍の佐の先縠がこれを無視して戦闘準備に入ると、郤克は司馬の韓厥に先縠の処罰を求めたが、韓厥に無視される。
その後、士会が戦闘回避を取りまとめるが、郤克は、楚への使者の魏錡と趙旃が和睦を破壊する為に出向いた事を察知し、士会に防備を勧める。
この後の戦闘で、中軍と下軍が崩壊する中、士会と郤克の上軍は万全の防御体制を敷いていたため、被害を出さずに退却することができた。

## 斉に辱められる
後に士会が正卿となった時に、郤克も次卿・中軍の佐に昇格して、士会の治世を支えた。
紀元前592年の春に郤克は、斉に断道（山西省）で行われる諸侯会議への参加を求めるために外交の使者として赴いたが、斉（頃公）とその母の蕭同叔子に自分の怪異な風貌を笑われるという大恥辱を受けてしまう。呵怒りに震える郤克は、その帰路に河伯（黄河の神）に復讐を誓い、晋に帰ると景公や士会に斉の討伐を願い出る。だが許されなかったので、郤氏単独で斉に攻め込もうとしたが、その怒りの凄まじさを見た士会から、断道の会盟後の同年8月に正卿・中軍の将の職を譲られたので、怒りを抑えて国政に打ち込むことにした。

## 鞍の戦い
この後郤克は、紀元前589年に同盟国の魯と衛が斉に攻め込まれて晋に救援要請をしてきたのを受けて、晋軍を率いて斉へと攻め込んだ（鞍の戦い、若しくは華不注山の戦い）。この戦いにおいて、郤克も一時は死を覚悟するほどの重傷を負ったが、それをも省みずに晋軍を鼓舞したため、遂に晋軍は斉軍を完膚なきまでに打ち破った。
郤克はその後の和平交渉にて、斉の使者の国佐に対し、蕭同叔子を人質によこす事と、晋軍が再び斉に攻め入りやすくするために田畑の畝を東西方向に揃えるように要求するが、同席していた魯将の季孫行父の説得で、ようやく和議を受け入れた。

## 仕返し
鞍の戦いの後の紀元前587年に、頃公が景公に挨拶に来た時、郤克が間に入って「斉公がお出ましになったのは、先年の私に対する無礼をお詫び下さるためであるので、わが君ではなく私が応対しましょう」と言って、頃公を「殞名の礼」という国君を捕虜にした時の礼で対応して辱しめた。
これを聞いた苗賁皇は「郤子は勇気はあるが礼を知らず、その功を誇って国君を辱めた。彼の一族はどれだけ続くだろうか」と言って、郤克の行為を非難し、郤氏の滅亡を予言した。
この直後に死去。死後、「献」を諡され、郤献子と呼ばれる。